# هيرميس باريس
هيرميس باريس هي شركة فرنسية لتصنيع السلع الفاخرة تأسست عام 1837. وهي متخصصة في السلع الجلدية والإكسسوارات والمفروشات المنزلية والعطور والمجوهرات والساعات والملابس الجاهزة. كان شعارها منذ الخمسينيات، هو حصان يجر عربة.

## تاريخ هيرميس و تيري هيرميس
ولد تييري هيرميس في كريفيلد بألمانيا لأب فرنسي وأم ألمانية. انتقل مع عائلته إلى فرنسا سنة 1828، ليطلق بعد سنوات ماركة هيرميس التجاريّة سنة 1837 فتصبح اليوم من أشهر الماركات التجاريّة التي تصنّع الحقائب، الأحذية، الأكسسوارات الجلديّة، الشالات وغيرها.
في فترةٍ لاحقة، توّلى شارل إميل، ابن تييري هيرميس العمل بدلاً من أبيه واختار شارع فوبورغ سانتونورييه في باريس مكاناً لمتجر هرميس الأساسيّ، هذا المتجر الذي ما يزال حتى يومنا هذا.
عرفت ماركة هيرميس التجاريّة شهرة واسعة مع إطلاق حقيبتي بيركين وكيلي حيث صمّمت أوّل حقيبة كيلي Kelly تيمّناً بغريس كيلي، زوجة أمير موناكو وذلك سنة 1956.
أما في السنوات اللاحقة، انتقلت ماركة هيرميس إلى عالم الأزياء الراقية وتحديداً سنة 1956، ليستلم سنة 2003 المصمّم الفرنسيّ جان بول غولتييه القسم الإبداعي ويصبح المصمّم الأساسيّ لدى هيرميس المسؤؤل عن ابتكار الأزياء الخاصّة بهذه الماركة.

## معرض الصور

صور الشخصيات الرئيسية
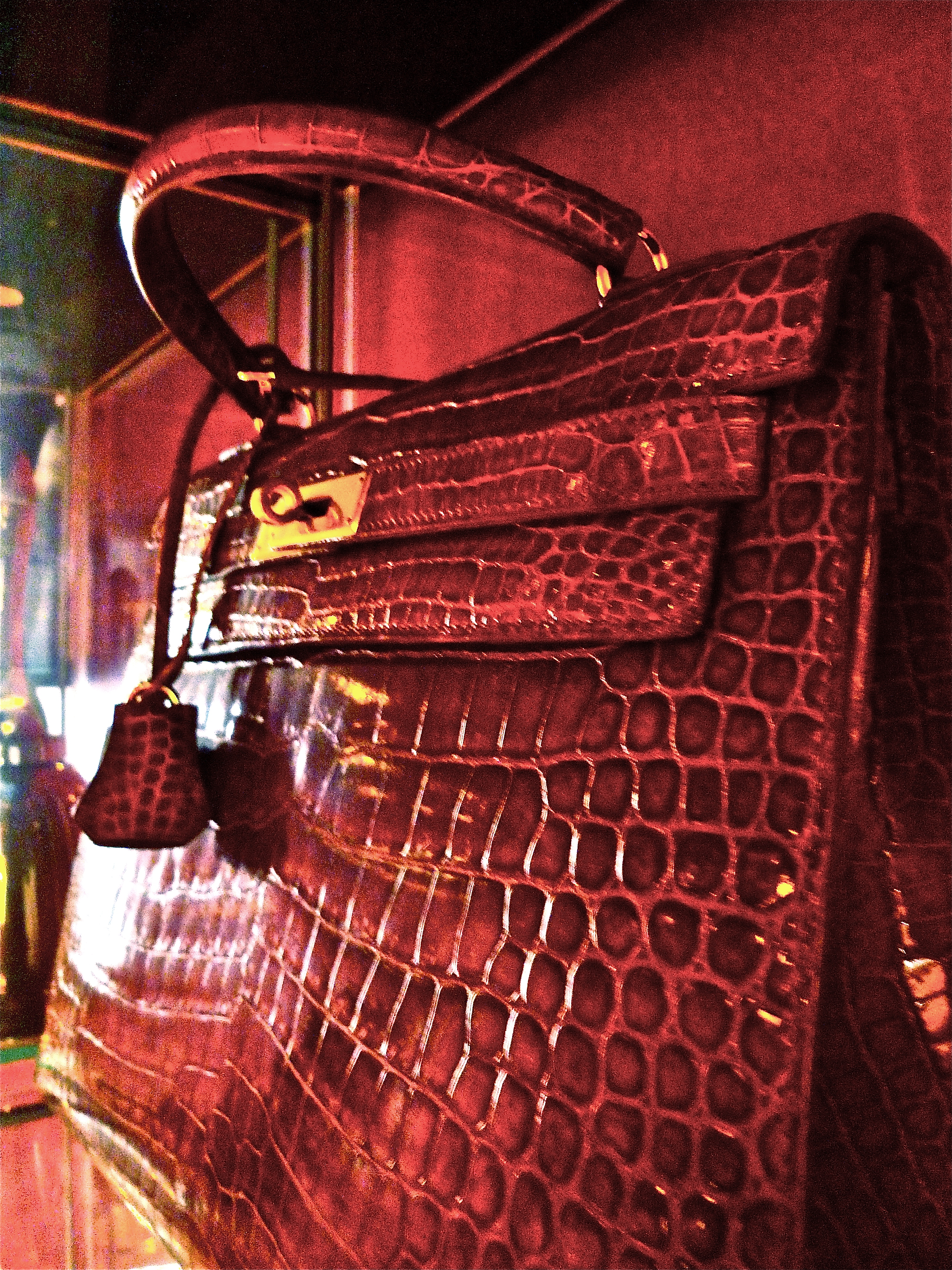
حقيبة كيلي مصنوعة من جلد التمساح ،سعرها لا يقل عن 40 ألف يورو.
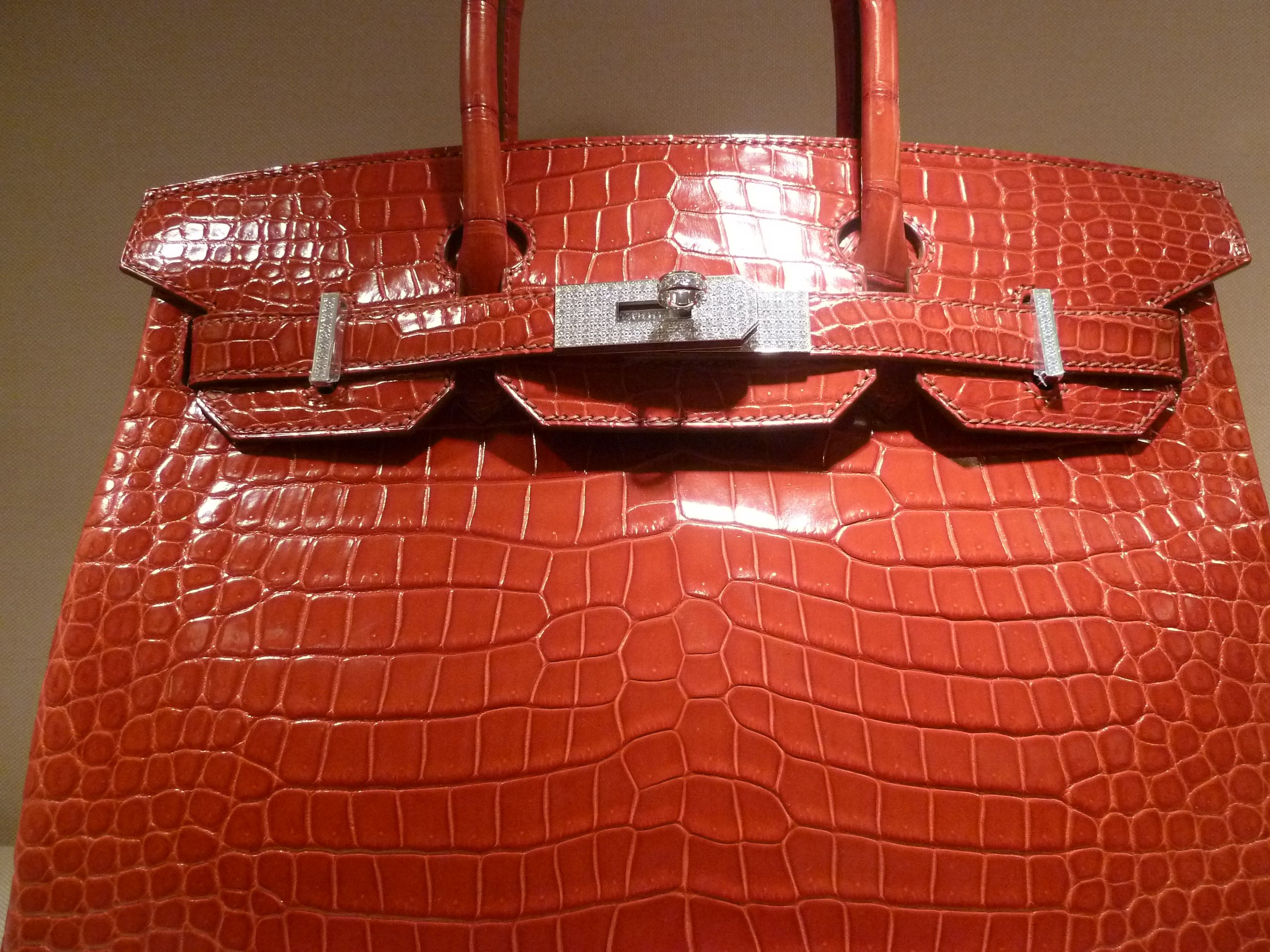
حقيبة بيركن من جلد التمساح و مرصعة بقطع من الماس ،لا يقل سعر هذه الحقيبة عن 350 ألف يورو.
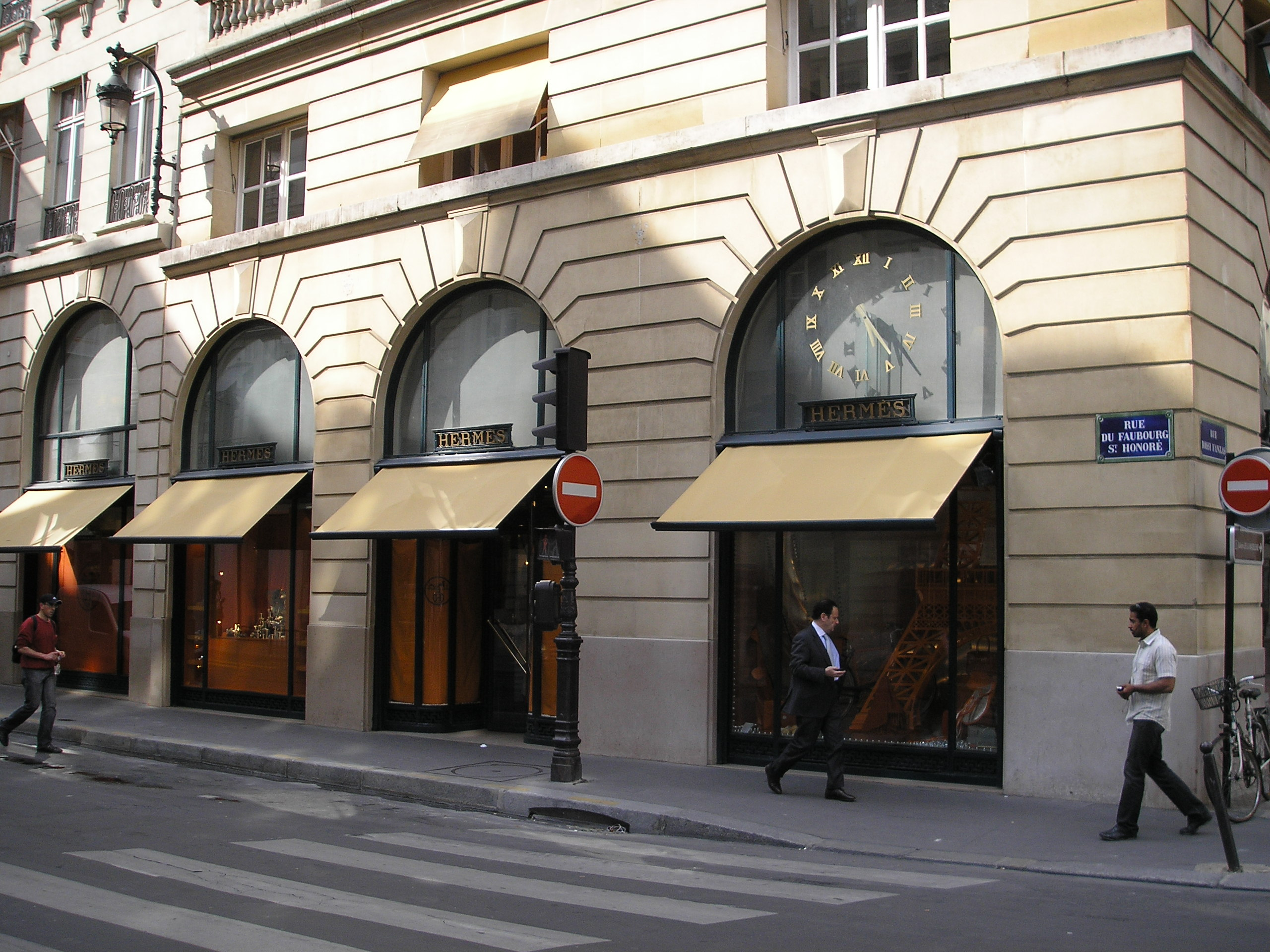
محل هيرميس شارع فوبورغ سانتونورييه في باريس.

## وصلات خارجية
- hermes.com
- https://www.hermes.com/fr/fr/